# Serguei Ignaxévitx
Serguei Ignaxévitx (en rus: Сергей Николаевич Игнаше́вич; Moscou, Unió Soviètica, 14 de juliol de 1979) és un exfutbolista i entrenador rus que jugava de defensa.

## Biografia
Ignaxévitx va començar la seva carrera professional en el Spartak Orekhovo en la temporada 1998-99. Allí va jugar sis mesos, en els quals va disputar 17 partits.
En gener de 1999 fitxa pel PFC Krylia Sovetov Samara. Amb aquest equip debuta en la Lliga Premier de Rússia. Al principi no gaudeix de moltes oportunitats, juga solament sis partits de lliga i marca un gol. A l'any següent aconsegueix fer-se un buit com a titular.
A principis de 2000 es marxa a jugar al Lokomotiv de Moscou. Amb aquest equip guanya una Copa de Rússia en la seva primera temporada i en la següent es proclama campió de Lliga.
El 2003 fitxa pel seu actual club, el CSKA de Moscou. La temporada 2004-05 el seu equip realitza un gran treball, aconseguint un doblet (Lliga i Copa) i proclamant-se campió de la Copa de la UEFA, guanyant la final contra el Sporting de Lisboa per un gol a tres. A l'any següent el seu equip torna a conquistar la Lliga i la Copa de Rússia.

## Internacional
Ha estat internacional amb la Selecció de futbol de Rússia en 100 ocasions. El seu debut com a internacional es va produir el 21 d'agost de 2002 en un partit contra Suècia (1-1).
Va ser convocat per participar en la Eurocopa d'Àustria i Suïssa de 2008. Es va lesionar abans de començar el campionat i no va poder jugar el primer partit del torneig. Després Ignaxévitx va disputar com a titular tots els partits restants, inclosa la semifinal (Rússia 0 - 3 Espanya).
El 12 de maig de 2014, Fabio Capello, director tècnic de la selecció nacional de Rússia, va incloure a Ignaxévitx en la llista provisional de 30 jugadors que iniciaran la preparació amb la intenció de la Copa Mundial de Futbol de 2014. El 2 de juny va ser ratificat per Capello en la nòmina definitiva de 23 jugadors.

### Participacions en Copes del Món
| Mundial                        | Seu    | Resultat     |
| ------------------------------ | ------ | ------------ |
| Copa Mundial de Futbol de 2014 | Brasil | Primera fase |

### Participacions en Eurocopa
| Torneig       | Seu               | Resultat     |
| ------------- | ----------------- | ------------ |
| Eurocopa 2008 | Suïssa i Àustria  | Quart Lloc   |
| Eurocopa 2012 | Polònia i Ucraïna | Primera fase |

## Clubs
| Club                      | País   | Any       |
| ------------------------- | ------ | --------- |
| Spartak Orekhovo          | Rússia | 1998-1999 |
| PFC Krylia Sovetov Samara | Rússia | 1999-2000 |
| FC Lokomotiv Moscou       | Rússia | 2000-2003 |
| PFC CSKA Moscou           | Rússia | 2003-     |

## Títols

### Trofeus nacionals
- 3 Lligues de Rússia (Lokomotiv de Moscou, 2002; CSKA de Moscou, 2005 i 2006)
- 3 Copes de Rússia (Lokomotiv de Moscou, 2001; CSKA de Moscou, 2005 i 2006)
- 1 Supercopas de Rússia (Lokomotiv de Moscou, 2003; CSKA de Moscou, 2004, 2006 i 2007)

### Trofeus internacionals
- 1 Copa de la UEFA (CSKA de Moscou; 2005)